# Luzula purpureosplendens
Luzula purpureosplendens là một loài thực vật có hoa trong họ Juncaceae. Loài này được Seub. mô tả khoa học đầu tiên năm 1844.